# Ploska, Dubno
Ploska (în ucraineană Плоска) este localitatea de reședință a comunei Ploska din raionul Dubno, regiunea Rivne, Ucraina.

## Demografie
Componența lingvistică a localității Ploska
     Ucraineană (99,85%)
     Alte limbi (0,15%)
Conform recensământului din 2001, majoritatea populației localității Ploska era vorbitoare de ucraineană (99,85%), existând în minoritate și vorbitori de alte limbi.